# Grazer AK
Pour les articles homonymes, voir GAK et Grazer.
Ne pas confondre avec le Grazer SC, un autre club de la même ville.
Maillots
Actualités
Le Grazer Athletiksport Klub (abrégé GAK) est un club de sport autrichien basé à Graz, surtout connu pour sa section football. 

## Historique
- 1902 : fondation du club
- 1962 : 1re participation à une Coupe d'Europe (C2, saison 1962/63)

## Bilan sportif

### Palmarès
- Championnat d'Autriche (1)
  - Champion : 2004
  - Vice-champion : 2003, 2005

- Championnat d'Autriche de deuxième division (4)
  - Champion : 1975, 1993, 1995, 2024

- Coupe d'Autriche (4)
  - Vainqueur : 1981, 2000, 2002, 2004
  - Finaliste : 1962, 1968

- Supercoupe d'Autriche (2)
  - Vainqueur : 2000, 2002
  - Finaliste : 2004

### Bilan européen
Légende
- Victoire ou qualification pour le tour suivant
- Match nul
- Défaite ou élimination de la compétition

Note : dans les résultats ci-dessous, le score du club est toujours donné en premier.
| Saison    | Compétition                | Tour                | Club                 | Domicile | Extérieur | Total             |
| --------- | -------------------------- | ------------------- | -------------------- | -------- | --------- | ----------------- |
| 1962-1963 | Coupe des coupes           | Huitièmes de finale | B 1909 Odense        | 1 - 1    | 3 - 5     | 4 - 6             |
| 1964-1965 | Coupe des villes de foires | 32es de finale      | NK Zagreb            | 0 - 6    | 2 - 3     | 2 - 9             |
| 1968-1969 | Coupe des coupes           | Seizièmes de finale | ADO La Haye          | 0 - 2    | 1 - 4     | 1 - 6             |
| 1973-1974 | Coupe UEFA                 | Premier tour        | Panachaïkí           | 0 - 1    | 1 - 2     | 1 - 3             |
| 1981-1982 | Coupe des coupes           | Seizièmes de finale | Dinamo Tbilissi      | 2 - 2    | 0 - 2     | 2 - 4             |
| 1982-1983 | Coupe UEFA                 | Premier tour        | Corvinul Hunedoara   | 1 - 1    | 0 - 3     | 1 - 4             |
| 1996-1997 | Coupe UEFA                 | Deuxième tour Q     | Vojvodina Novi Sad   | 2 - 0    | 5 - 1     | 7 - 1             |
| 1996-1997 | Coupe UEFA                 | Premier tour        | KFC Germinal Ekeren  | 2 - 0    | 1 - 3     | 3E - 3            |
| 1996-1997 | Coupe UEFA                 | Seizièmes de finale | Inter Milan          | 1 - 0 ap | 0 - 1     | 1 - 1 (3 - 5 tab) |
| 1997      | Coupe Intertoto            | Groupe 2            | Silkeborg IF         | 2 - 0    | N/A       | Deuxième          |
| 1997      | Coupe Intertoto            | Groupe 2            | Ebbw Vale            | N/A      | 0 - 0     | Deuxième          |
| 1997      | Coupe Intertoto            | Groupe 2            | Hrvatski Dragovoljac | 1 - 3    | N/A       | Deuxième          |
| 1997      | Coupe Intertoto            | Groupe 2            | SC Bastia            | N/A      | 2 - 1     | Deuxième          |
| 1998-1999 | Coupe UEFA                 | Deuxième tour Q     | Vaasan PS            | 3 - 0    | 0 - 0     | 3 - 0             |
| 1998-1999 | Coupe UEFA                 | Premier tour        | Litex Lovetch        | 2 - 0    | 1 - 1     | 3 - 1             |
| 1998-1999 | Coupe UEFA                 | Seizièmes de finale | AS Monaco            | 3 - 3    | 0 - 4     | 3 - 7             |
| 1999-2000 | Coupe UEFA                 | Deuxième tour Q     | KÍ Klaksvík          | 4 - 0    | 5 - 0     | 9 - 0             |
| 1999-2000 | Coupe UEFA                 | Premier tour        | Spartak Trnava       | 3 - 0    | 1 - 2     | 4 - 2             |
| 1999-2000 | Coupe UEFA                 | Seizièmes de finale | Panathinaïkos        | 2 - 1    | 0 - 1     | 2 - 2E            |
| 2000-2001 | Coupe UEFA                 | Premier tour        | FC Košice            | 0 - 0    | 3 - 2     | 3 - 2             |
| 2000-2001 | Coupe UEFA                 | Deuxième tour       | Espanyol Barcelone   | 1 - 0    | 0 - 4     | 1 - 4             |
| 2001-2002 | Coupe UEFA                 | Tour préliminaire   | HB Tórshavn          | 4 - 0    | 2 - 2     | 6 - 2             |
| 2001-2002 | Coupe UEFA                 | Premier tour        | FC Utrecht           | 3 - 3    | 0 - 3     | 3 - 6             |
| 2002-2003 | Ligue des champions        | Deuxième tour Q     | Sheriff Tiraspol     | 2 - 0    | 4 - 1     | 6 - 1             |
| 2002-2003 | Ligue des champions        | Troisième tour Q    | Lokomotiv Moscou     | 0 - 2    | 3 - 3     | 3 - 5             |
| 2002-2003 | Coupe UEFA                 | Premier tour        | APOEL Nicosie        | 1 - 1    | 0 - 2     | 1 - 3             |
| 2003-2004 | Ligue des champions        | Deuxième tour Q     | KF Tirana            | 2 - 1    | 5 - 1     | 7 - 1             |
| 2003-2004 | Ligue des champions        | Troisième tour Q    | Ajax Amsterdam       | 1 - 1    | 1 - 2 ap  | 2 - 3             |
| 2003-2004 | Coupe UEFA                 | Premier tour        | Vålerenga IF         | 1 - 1    | 0 - 0     | 1 - 1E            |
| 2004-2005 | Ligue des champions        | Deuxième tour Q     | Liverpool FC         | 0 - 2    | 1 - 0     | 1 - 2             |
| 2004-2005 | Coupe UEFA                 | Premier tour        | Litex Lovetch        | 5 - 0    | 0 - 1     | 5 - 1             |
| 2004-2005 | Coupe UEFA                 | Groupe F            | AJ Auxerre           | N/A      | 0 - 0     | Troisième         |
| 2004-2005 | Coupe UEFA                 | Groupe F            | Amica Wronki         | 3 - 1    | N/A       | Troisième         |
| 2004-2005 | Coupe UEFA                 | Groupe F            | Rangers FC           | N/A      | 0 - 3     | Troisième         |
| 2004-2005 | Coupe UEFA                 | Groupe F            | AZ Alkmaar           | 2 - 0    | N/A       | Troisième         |
| 2004-2005 | Coupe UEFA                 | Seizièmes de finale | Middlesbrough FC     | 2 - 2    | 1 - 2     | 3 - 4             |
| 2005-2006 | Coupe UEFA                 | Deuxième tour Q     | Nistru Otaci         | 1 - 0    | 2 - 0     | 3 - 0             |
| 2005-2006 | Coupe UEFA                 | Premier tour        | RC Strasbourg        | 0 - 2    | 0 - 5     | 0 - 7             |

## Anciens joueurs
- Rodolphe Hiden
- Barry Hulshoff
- Ales Ceh
- Éric Akoto
- Michaël Goossens
- Benedict Akwuegbu
- Bernard Vukas
- Kazimir Vulic
- Zlatko Junuzović